# Nils von Ungern-Sternberg
Nils von Ungern-Sternberg, född 2 maj 1696, död 14 november 1756 i Naums församling, Skaraborgs län, var en svensk militär.

## Biografi
Nils von Ungern-Sternberg föddes 1696. Han var son till Nils Alexander von Ungern-Sternberg och friherrinnan Christina Beatrix Palbitzki. von Ungern-Sternberg blev 20 januari 1711 musketerare vid Livgardet, 28 juli 1712 förare och 5 mars 1712 sekundfänrik, med konfirmerad kullmakt 10 november samma år. Han blev 28 augusti 1716 kapten vid Livdragonregementet och 1723 exspektant vid Livgardet, med överstelöjtnants avsked 10 april 1728. von Ungern-Sternberg blev senare överste i hessiskt tjänst och utnämndes 7 november 1748 till riddare av Svärdsorden. Han avled 1756 i Naums socken och begravdes 12 december samma år.

### Familj
von Ungern-Sternberg gifte sig första gången 28 december 1724 på Ribbingshov i Norra Vi socken med sin broders svägerska, grevinnan Charlotta Catharina Mörner af Morlanda, dotter till fältmarskalken och generalguvernören greve Carl Gustaf Mörner af Morlanda och friherrinnan Catharina Margareta Bonde. Charlotta Catharina Mörner var änka efter överstelöjtnanten Johan von Schaar. von Ungern-Sternberg och Mörner fick tillsammans barnen Christina Charlotta von Ungern-Sternberg (1725–1799) som var gift med översten Hans Leonard Drake af Hagelsrum, Anna Regina von Ungern-Sternberg (1727–1739) och Eva Beata von Ungern-Sternberg (1729–1729).
Han gifte sig andra gången 9 september 1731 på Björkö i Knutby socken med Beata Didrika Hård af Segerstd (1707–1788), dotter till kaptenen Per Gabriel Hård af Segerstad och friherrinnan Ulrika Eleonora Taube af Odenkat. De fick tillsammans barnen Ulrika Eleonora von Ungern-Sternberg (1732–1740), vice korpralen Nils Gabriel von Ungern-Sternberg (1736–1764) och Mattias Alexander von Ungern-Sternberg (1740–1743).